# Brand X
 (janvier 2021).
Brand X est un groupe de jazz fusion formé en 1975 en Angleterre, séparé en 1980 puis reformé en 1992 et encore actif à ce jour. Ses membres les plus illustres comptent Robin Lumley aux claviers qui fut le claviériste de David Bowie durant la tournée Ziggy Stardust en 1971-1972, John Goodsall à la guitare qui joua auparavant avec le groupe Atomic Rooster de 1972 à 1974 sous le pseudonyme de Johnny Mandala, Percy Jones à la basse et Phil Collins à la batterie. Goodsall et Jones sont restés les deux membres constants dans l'histoire du groupe. En 2019, Brand X est toujours en activité avec, outre Goodsall et Jones, le batteur Kenny Grohowski, Chris Clark aux claviers et Scott Weinberger aux percussions.

## Historique
Formé en 1975 de John Goodsall, Robin Lumley et Percy Jones, avec le guitariste Pete Bonas et le batteur John Dylan, ils trouvent leur nom après avoir signé un contrat d'enregistrement avec les disques Island Records. Danny Widing A&R (Artistes & Repertoire) pour la compagnie de disques Island, inscrivit le nom Brand X sur le calendrier du studio d'enregistrement pour leur réserver du temps et le nom est resté faute de mieux. Dylan fut remplacé par Phil Spinelli comme batteur. Puis il quitta lui aussi suivi du guitariste Pete Bonas. Durant cette période, le groupe a réalisé quelques enregistrements encore inédits à cette date, dans les studios de Basing Street. En 1975, les 3 membres restants du groupe se retrouvent sur l'album organisé par Jack Lancaster, Peter & The Wolf selon l'œuvre originale de Sergueï Prokofiev, aux côtés de Phil Collins, Bill Bruford, Stéphane Grappelli, Andy Pyle, Keith Tippett, Alvin Lee, Gary Moore etc. Puis les futurs membres de Brand X, ainsi que Jack Lancaster, se retrouvent aussi sur l'album The Gramophone Record d'Eddie Howell enregistré la même année. Gary Moore joue aussi sur ce disque, en compagnie du percussionniste africain Gaspar Lawal.
C'est à ce moment que Phil Collins fait son entrée dans le groupe, juste à temps pour l'enregistrement du premier album Unorthodox Behaviour sorti en 1976. Ensuite, le groupe retrouve Jack Lancaster pour l'album Marscape, publié en 1976. Puis ce fut suivi d'une tournée en Grande Bretagne pour Brand X. À cause de ses engagements avec Genesis, Phil Collins devait souvent être remplacé dès 1977 et de façon permanente à partir de 1979. Le percussionniste Morris Pert fait son entrée avec le groupe dès l'album suivant Moroccan Roll en 1977. Brand X avait déjà eu des percussionnistes auparavant, dont Gaspar Lawal, Bill Bruford et Preston Heyman. Cet album contient la première pièce chantée par Phil évidemment, Sun in the Night avec un texte en Sanskrit. Par la suite, le groupe doit chercher un remplaçant pour Collins, on fait alors appel à Kenwood Dennard, qui était alors le batteur de Pat Martino. Il est de la tournée de 32 concerts en Amérique en mai et juin 1977, il apparaît sur deux pièces de l'album Livestock de novembre 1977 issu de ces concerts, les 3 autres sont avec Phil Collins. Ce dernier fait un retour avec le groupe entre autres pour deux concerts le même jour, un à Londres pour le fameux Garden Party au Crystal Palace et l'autre à Paris pour la Fête de l'Humanité. Ils ont joué alors devant une foule estimée à 230.000 spectateurs. Une deuxième tournée en Amérique suivit, toujours avec Dennard en remplacement de Collins.
L'année suivante, à la suite du départ de Robin Lumley et Kenwood Dennard, le groupe recrute le claviériste britannique J. Peter Robinson qui jouait pour Shawn Phillips, ainsi que le batteur Chuck Burgi. C'est cette formation que l'on retrouve sur l'album Masques publié en 1978, il s'agit du premier album studio du groupe sans Phil Collins au poste de batteur. En juillet 1978, le guitariste John Goodsall contracte une tendinite et doit s'absenter pour le reste de l'année, le guitariste américain Mike Miller est recruté d'urgence. Il a entre autres joué avec Chick Corea, Gino Vannelli et Frank Zappa. Il ne donne toutefois qu'un ou deux concerts avec Brand X durant l'année. En 1979, à la suite du départ du batteur Burgi, Collins et Lumley reviennent dans le groupe, avec le bassiste John Giblin et le batteur Mike Clark. En avril 1979, le groupe entame des sessions d'enregistrements qui génèrent suffisamment de matériel pour deux albums, le premier Product en 1979 et le second Do they hurt? en 1980. Ces sessions ont lieu aux Startling Studios de Ringo Starr, dans l'ancienne maison de John Lennon transformée en studio d'enregistrement. Avec deux formations distinctes opérant de manière alternative, la première réunissant Peter Robinson, Mike Clark, Goodsall et Jones, l'autre avec Lumley, Collins, Goodsall et John Giblin à la basse. Après la parution de ces deux albums, le batteur Mike Clark et le percussionniste Morris Pert quittent le groupe, les membres restant enregistrent alors l'album Is there anything about? publié en 1982. Ce sera le dernier album avec Lumley et Collins, qui partent pour une tournée avec le groupe de Bill Bruford.
En 1992, Goodsall et Jones reforment le groupe avec le batteur Frank Katz. Pour pallier l'absence d'un claviériste, Goodsall utilise un système Midi Gibson Max, pour produire des sonorités de claviers, de synthés et de samples à partir de sa guitare. C'est cette formation que l'on peut entendre sur l'album X-Communication de 1992. En 1996 sort l'album final Manifest Destiny avec Frank Pusch aux claviers, à la basse et aux percussions, Marc Wagnon à la basse et aux synthés et Danny Wilding à la flûte. L'année suivante, le batteur Frank Katz part, et le groupe recrute le batteur-vibraphoniste français Pierre Moerlen du groupe Pierre Moerlen's Gong, ainsi que le claviériste Kris Sjobring et, après une tournée au Japon et en Europe, le groupe se sépare à nouveau en 1999. Le flûtiste Danny Wilding a déjà formé le groupe jazz fusion éphémère Wilding Bonus avec le guitariste Pete Bonus qui n'enregistra qu'un seul album, Pleasure Signals en 1978, avec Phil Collins, John Goodsall, Morris Pert et Robin Lumley comme invités. Ce disque annonçait déjà ce que l'on découvrirait éventuellement avec le premier album de Brand X. 
En 2016, Brand X se reforme avec John Goodsall à la guitare, Percy Jones à la basse fretless, Kenny Grohowski à la batterie, Chris Clark aux claviers et Scott Weinberger aux percussions pour une nouvelle tournée en 2017.

## Personnel

### Membres actuels
- John Goodsall – guitares (1975–1980, 1992–1999, depuis 2016)
- Percy Jones – basse fretless(1975–1980, 1992–1999, depuis 2016)
- Chris Clark – claviers (depuis 2016)
- Scott Weinberger – percussions (depuis 2016)
- Kenny Grohowski - batterie, percussion(depuis 2016)

### Anciens membres
- Pete Bonas - guitare (1975)
- John Dillon - batterie, percussion (1975)
- Phil Spinelli - batterie, percussion (1975)
- Robin Lumley - claviers, synthés (1975-1978, 1979-1980)
- Phil Collins - batterie, percussions, chant (1975-1977, 1977, 1979)
- Morris Pert - percussions (1976-1979) décédé en 2010
- J. Peter Robinson - claviers (1978-1980)
- Kenwood Dennard – batterie, percussion (1977, 1977–1978, 2016)
- Chuck Burgi - batterie, percussions (1978-1979)
- John Giblin - basse (1979-1980)
- Mike Clark - batterie, percussion (1979, 1979-1980)
- Frank Katz - batterie, percussion, synthétiseurs, chant (1992-1997)
- Frank Pusch - basse, claviers, percussions (1996-1999)
- Marc Wagnon - basse, synthés, percussions (1996-1999)
- Danny Wilding - flûte (1996-1999)
- Pierre Moerlen - batterie, percussion (1997-1999) décédé en 2005
- Kris Sjobring - claviers (1997)
- Mick Stevens - basse (1999-2003)

## Discographie

### Avec Jack Lancaster
- 1975 : Peter & The Wolf - De Jack Lancaster - Avec Phil Collins, Bill Bruford, Brian Eno, Stéphane Grappelli, Andy Pyle, Keith Tippett, Alvin Lee, Gary Moore, Manfred Mann et bien sûr les futurs membres de Brand X, etc.
- 1976 : Marscape - Avec les membres de Brand X, incluant le percussionniste Morris Pert et Jack Lancaster au lyricon, saxophones alto, soprano et ténor, flûtes et violon.

### Albums studio
- 1976 : Unorthodox Behaviour
- 1977 : Moroccan Roll
- 1978 : Masques
- 1979 : Product
- 1980 : Do They Hurt?
- 1982 : Is There Anything About?
- 1992 : X-Communication
- 1997 : Manifest Destiny

### Albums live
- 1977 : Livestock
- 1996 : Live at the Roxy LA - Enregistré le 23 septembre 1977.
- 2000 : Timeline - Concerts enregistrés le 16 novembre 1977 à Chicago et le 21 juin 1993 à New-York.

### Compilations
- 1986 : X-Trax
- 1992 : The Plot Thins - A History of Brand X
- 1996 : Brand X Featuring Phil Collins -  Why Should I Lend You Mine
- 1997 : Brand X - A History 1976-1980
- 1997 : Missing Period
- 1999 : The X Files : A 20 Year Retrospective - Album double, incluant Disc 1: Brand X-Files & Disc 2: eX-Tracks.
- 2003 : Macrocosm Introducing...
- 2003 : Trilogy - Coffret de 3 CD incluant Manifest Destiny, X Communication et Live CD avec Phil Collins sur 4 pièces.
- 2014 : Nuclear Burn - Coffret de 4 CD incluant Unorthodox Behaviour, Moroccan Roll, Livestock, Masques, Product, et Do They Hurt? ainsi que des pièces bonus tirées d'enregistrements inédits pour la BBC.
- 2018 ' Plays Well With Others de Phil Collins Coffret de 4 CD - 2 pièces sur le disque 1 Nuclear Burn et ... and So To F....

### Disque pirate
- 2015 : Live From Ronnie Scotts - EP de 3 pièces. Avec la formation du premier album, Goodsall, Lumley, Jones et Collins.

## Collaborations
- 1975 : The Gramophone Record de Eddie Howell - Phil joue la batterie sur cet album en compagnie de Percy Jones, Robin Lumley et John Goodsall, futurs Brand X. On y retrouve aussi Jack Lancaster, Gary Moore et Gaspas Lawal.
- 1976 : Vimana du groupe italien Nova - Phil aux percussions et Percy Jones de Brand X à la basse.
- 1977 : The Squeeze de David Hentschel - Phil joue la batterie sur cette B O du film éponyme en compagnie de Percy Jones et Morris Pert de Brand X
- 1978 : Moving Home de Rod Argent - Phil est à la batterie. Aussi présents sur cet album ; Alphonso Johnson, Gary Moore, Morris Pert, Robin Lumley de Brand X, Jack Lancaster.
- 1978 : Pleasure Signals -  De Wilding Bonus avec Danny Wilding et Pete Bonus - Avec John Goodsall, Phil Collins, John Giblin, Preston Heyman, Morris Pert, etc.